# Nio ET5
La NIO ET5 est une berline familiale routière électrique produite par le constructeur automobile chinois Nio.

## Présentation
La Nio ET5 est dévoilée le 18 décembre 2021 en Chine au centre sportif olympique de Suzhou lors de l'événement «NIO Day». Elle est lancée en septembre 2022 avec un prix de base de 328 000 ¥ (51 450 USD) et elle agit en tant que concurrente directe de la berline Model 3 de Tesla et de la Xpeng P7.

### Break
En juin 2023, Nio présente la version ET5 Orion de sa familiale<,.

## Caractéristiques techniques
L'intérieur de l'ET5 comprend un cockpit panoramique numérique avec technologie de réalité alternative et de réalité virtuelle.

### Spécifications de la batterie
La Nio ET5 est disponible avec trois options de batterie : une batterie de 75 kWh (autonomie de 550 km), une batterie de 100 kWh (autonomie de 700 km) et une batterie solide de 150 kWh (autonomie de 1 000 km), qui a une densité énergétique de 360 Wh/kg.

### Motorisation
L'ET5 dispose de deux moteurs électriques, un à induction à l'avant et un à aimant permanent à l'arrière de la voiture, qui produisent une puissance combinée de 480 ch (353 kW) et 700 N m. L'accélération de 0 à 100 km est de 4,3 secondes, la distance de freinage de 100 à 0 km est de 33,9 m et le coefficient de traînée est de 0,24.